# Cinosura
Cinosura (en grec antic Κυνόσουρα cua de gos), va ser segons la mitologia grega una nimfa de l'illa de Creta.
Hi ha tradicions que diuen que aquesta nimfa va criar Zeus acabat de néixer, juntament amb la nimfa Hèlice, a l'illa de Creta. Cronos les va perseguir a totes dues i Zeus, per salvar-les, les va transformar en dues constel·lacions, l'Ossa Major i l'Ossa Menor, i Zeus va adoptar la forma de la constel·lació del Dragó.
Cinosura va deixar el seu nom a un lloc de Creta proper a la ciutat d'Histiea.